# Licinijan
Licinijan je rimski senator koji je imao podršku Senata u pobuni protiv cara Decija koji se borio protiv Gota. Valerijan koji je ostao u Rimu, po carevu nalogu, lako je suzbio pobunu.